# Joachim I. (Brandenburg)

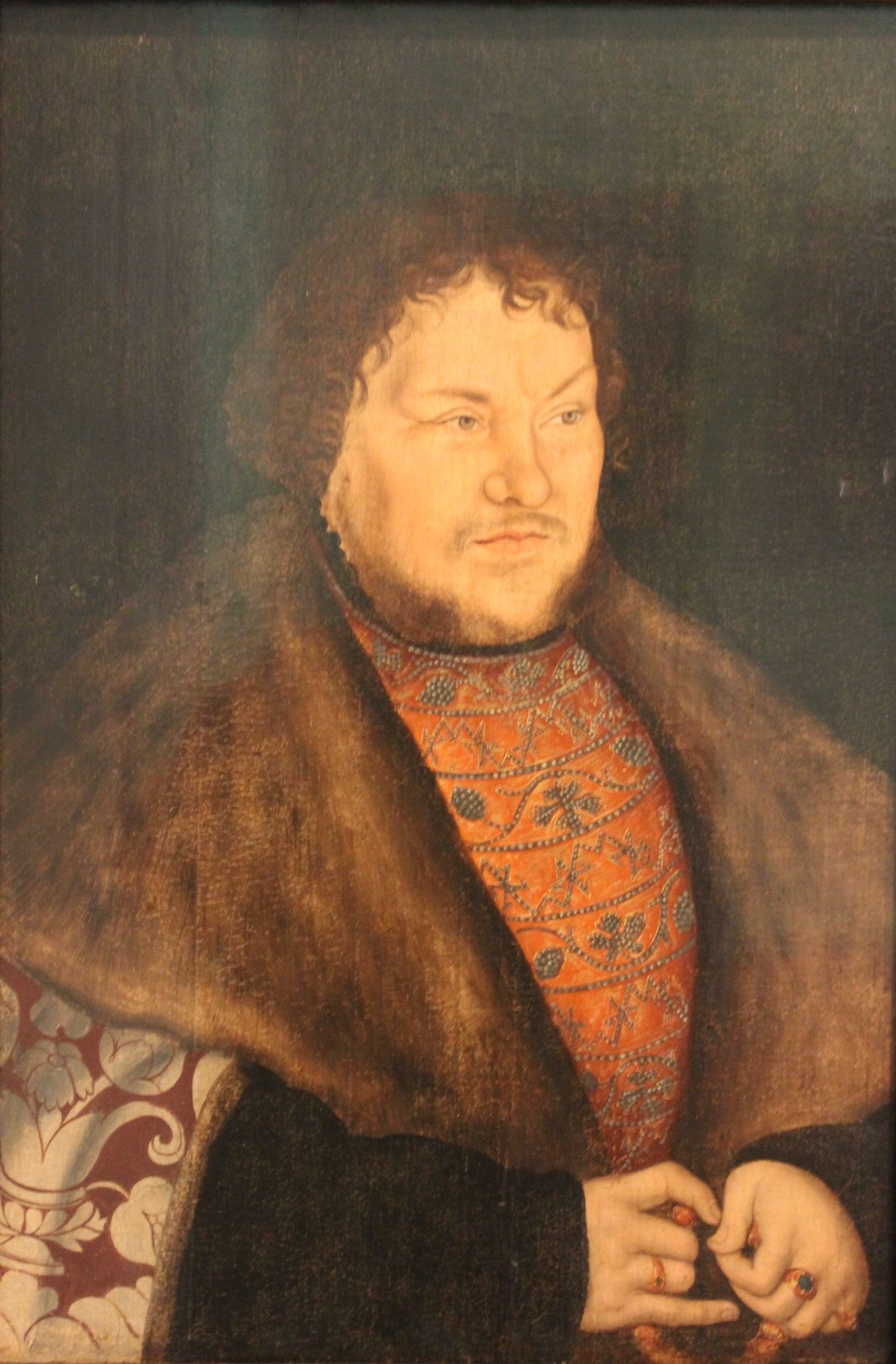
Gemälde Kurfürst Joachim I. von Brandenburg von Lucas Cranach d. Ä., 1529

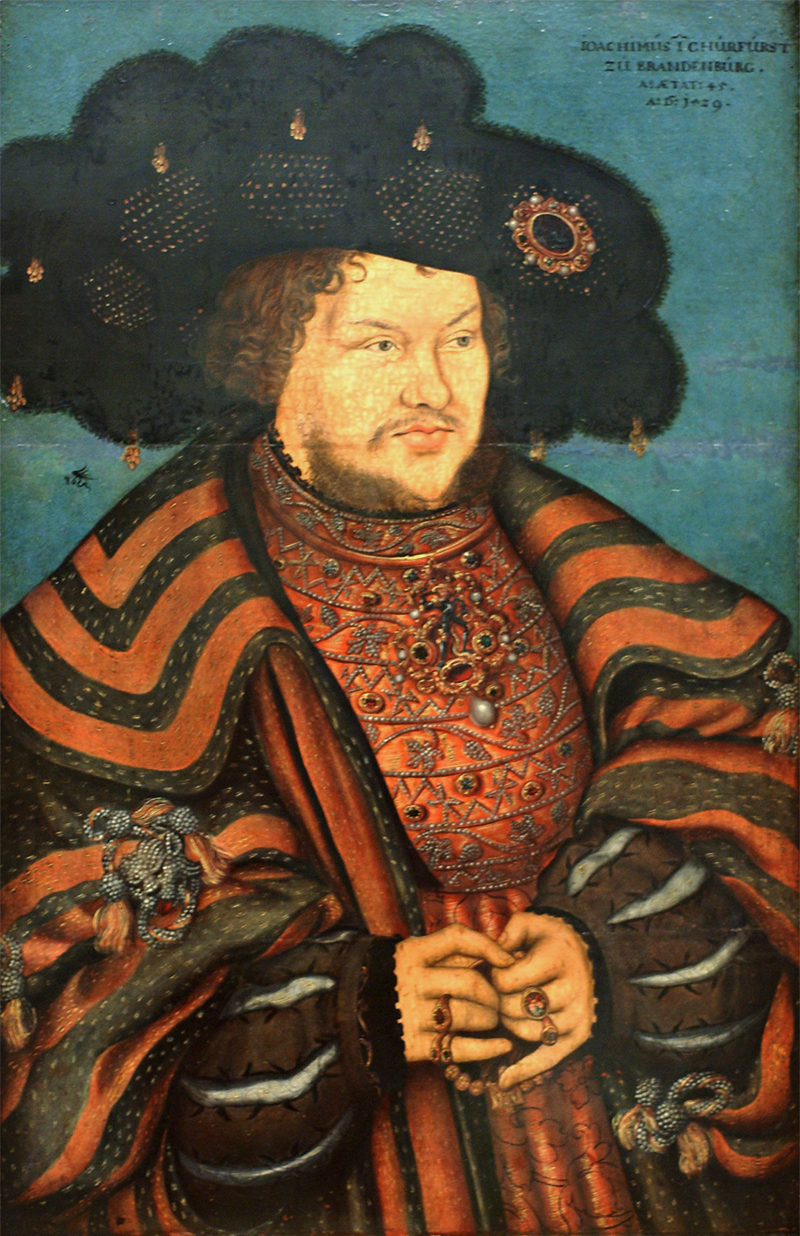
Joachim I. Nestor, Porträt von Lucas Cranach d. Ä., 1529 oder später, Staatsgalerie Aschaffenburg

Joachim I. Nestor (* 21. Februar 1484 Cölln an der Spree; † 11. Juli 1535 in Stendal) aus dem Geschlecht der Hohenzollern war von 1499 bis 1535 Markgraf von Brandenburg sowie Kurfürst und Erzkämmerer des Heiligen Römischen Reiches.

## Leben
Joachim war der Sohn des brandenburgischen Kurfürsten Johann Cicero. Von 1490 bis 1498 wurde er in den fränkischen Stammlanden des Hauses Hohenzollern erzogen. Nach dem Tod seines Vaters übernahm der damals erst fünfzehnjährige Joachim 1499 entgegen anders lautenden Bestimmungen der Goldenen Bulle gemeinsam mit seinem zehnjährigen Bruder Albrecht die Regierung, zunächst unter der Vormundschaft seines Onkels, Markgraf Friedrich V. von Ansbach-Kulmbach. Die gemeinsame Regierung der Brüder währte bis 1513, als Albrecht Erzbischof von Magdeburg wurde. Nachdem Albrecht 1514 zusätzlich die Erzbischofswürde in Mainz erlangte, verfügte das Haus Hohenzollern über zwei Stimmen im Kurfürstenkolleg, wobei der Mainzer Kurfürst als Erzkanzler des Reiches zudem eine besonders herausgehobene Position innehatte.
Als Landesherr zeigte sich Joachim entschlossen, teilweise rücksichtslos und vielseitig interessiert. Die Rücksichtslosigkeit zeigte sich vor allem in strenger Gesetzgebung und der damit verbundenen Exekutive. Bedeutsam ist die 1506 erfolgte Gründung der Brandenburgischen Universität Frankfurt. Ebenso hervorzuheben ist das einheitliche Erbrecht, das Joachim seinen Ländern 1527 mit der Constitutio Joachimica gab und das sich stark am Römischen Recht orientierte. Seit seiner Regierungsübernahme kämpfte er zudem entschlossen und ohne Nachsicht gegen das Raubrittertum, wodurch er zugleich die Macht der Hohenzollern gegen die einheimischen Adelsgeschlechter stärkte; so ließ er 1506 siebzig Raubritter, darunter vierzig Adlige, hängen.
1524 konnte Joachim nach dem Tod des Grafen Wichmann von Lindow-Ruppin die ursprünglich vermutlich reichsunmittelbare Herrschaft Ruppin als angeblich „erledigtes Lehen“ einziehen und mit der Mark Brandenburg vereinigen. Schon seit Generationen versuchten die Hohenzollern, ihren Anspruch auf das benachbarte Herzogtum Pommern und damit auf die Ostseeküste mit ihren einträglichen Hansestädten zu untermauern; Herzog Bogislaw X. war 1479 sogar gezwungen worden, den Brandenburgern einen Lehnseid zu leisten, konnte jedoch auf dem Reichstag zu Worms (1521) durch Ausstellung eines kaiserlichen Lehnsbriefes die Anerkennung Pommerns als Reichsfürstentum erwirken. Nach dessen Tod 1523 bedrohte Joachim Bogislaws Söhne und Nachfolger Georg I. und Barnim IX. militärisch; 1529 ließ er sich von ihnen schließlich im Vertrag von Grimnitz für den Falle des Erlöschens des Greifenhauses im Mannesstamm die pommersche Erbfolge zusichern (was schließlich 1637 zum Erwerb zumindest von Hinterpommern führen sollte). Dafür erhielt Georg die Hand von Joachims Tochter Margareta und zugleich die brandenburgische Anerkennung der Reichsunmittelbarkeit.
Vor der Kaiserwahl 1519 trat Joachim I. zunächst als Parteigänger des französischen Königs Franz I. auf, um seine Stimme schließlich doch dem Habsburger Karl V. zu geben.
Religionspolitisch war Joachim ein erbitterter Gegner der Reformation, die sein Bruder, Kardinal Albrecht, mit seinem Ablasshandel unfreiwillig mit ausgelöst hatte. Seine Ehefrau, die dänische Prinzessin Elisabeth, dagegen neigte der lutherischen Lehre zu und floh 1528 vor ihrem Mann nach Wittenberg. Unter seiner Herrschaft kam es zudem zu einer brutalen Judenverfolgung. 1503 verfügte Joachim I. auf Drängen der Landstände die Ausweisung der Juden aus der Mark. 1510 verurteilte das Berliner Hochgericht über dreißig Juden zur Verbrennung. (s. Berliner Hostienschänderprozess)
Sein Hofastrologe Johann Carion veranlasste den Kurfürsten, im Jahre 1525 vor einer von ihm angekündigten Sintflut auf den Kreuzberg (zu dieser Zeit Tempelhofer Berg) zu flüchten. Der historische Roman Am Himmel wie auf Erden von Werner Bergengruen behandelt dieses Ereignis. Der Kurfürst war an okkulten Wissenschaften interessiert und stand in Verbindung mit Johannes Trithemius.
In seinem 1534 verfassten Testament hielt Joachim seine Erben an, die Mark Brandenburg für alle Zeiten dem katholischen Glauben zu erhalten. Unter Verstoß gegen das von seinem Großvater Albrecht Achilles aufgestellte Hausgesetz (Dispositio Achillea) bestimmte er, dass Teile der Neumark an seinen zweiten Sohn, Johann fallen sollten. In der Kurwürde folgte ihm sein ältester Sohn Joachim II. Da Johann jedoch ohne Söhne starb, konnte das Land unter dem Enkel Joachims I., dem Kurfürsten Johann Georg wieder vereinigt werden.

## Ehe und Nachkommen
1502 heiratete Joachim in Stendal Elisabeth von Dänemark, Norwegen und Schweden (1485–1555), die Tochter des dänischen Königs Johann I. Aus dieser Ehe gingen zwei Söhne und drei Töchter hervor:
- Joachim II. „Hector“ von Brandenburg (1505–1571), Kurfürst von Brandenburg

⚭ 1. 1524 Prinzessin Magdalene von Sachsen (1507–1534)
⚭ 2. 1535 Prinzessin Hedwig von Polen (1513–1573)
- Anna (1507–1567)

⚭ 1524 Herzog Albrecht VII. zu Mecklenburg (1486–1547)
- Elisabeth (1510–1558)

⚭ 1. 1525 Herzog Erich I. von Braunschweig-Calenberg (1470–1540)
⚭ 2. 1546 Graf Poppo XII. von Henneberg (1513–1574)
- Margareta (1511–1577)

⚭ 1. 1530 Herzog Georg I. von Pommern (1493–1531)
⚭ 2. 1534 Fürst Johann IV. von Anhalt-Zerbst (1504–1551)
- Johann (1513–1571), Markgraf von Brandenburg-Küstrin

⚭ 1537 Prinzessin Katharina von Braunschweig-Wolfenbüttel (1518–1574)

## Denkmal in der Siegesallee

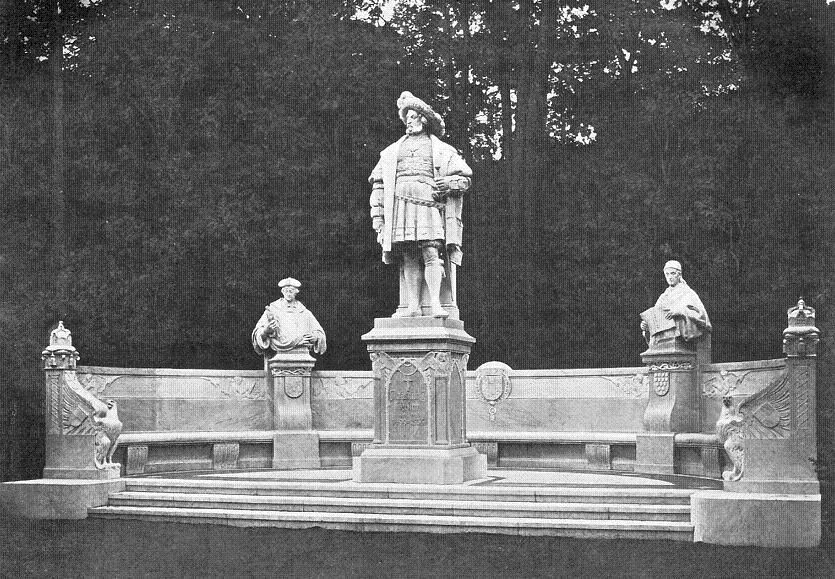
Statuengruppe in der Siegesallee

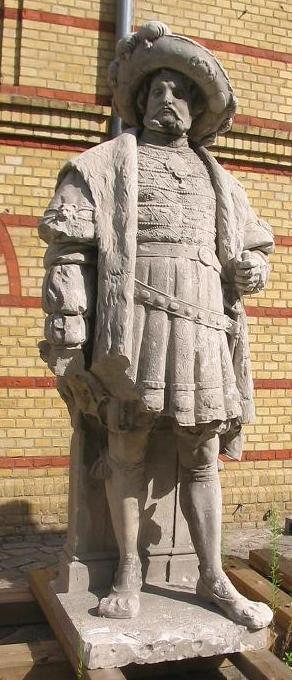
Statue von Joachim I. in der Zitadelle Spandau vor der Restaurierung

Für die ehemalige und oft als „Puppenallee“ belächelte Berliner Siegesallee gestaltete der Bildhauer Johannes Götz 1900 die Denkmalgruppe 19 mit einem Standbild Joachims als Hauptfigur. Als Nebenfiguren waren dem Standbild Büsten seines jüngeren Bruders Albrecht und des Bischofs von Lebus Dietrich von Bülow zugeordnet. Die erste Siegesalleepräsentation eines Hohenzollern im Hofkleid folgte in der Darstellung des Kurfürstenkostüms bis ins Detail dem Porträt von Lucas Cranach d. Ä. von 1529 (siehe oben). Eine reichverzierte, offene Schaube mit breitem Kragen und geschlitzten Puffärmeln liegt über einem perlenbestickten Wams und einem knielangen Rock. Die Cranachsche Physiognomie des gläubigen Katholiken mit dem Rosenkranz in den Händen übernahm Götz nicht. Er zeigte den Kurfürsten als strengen Renaissancefürsten mit dem Schwert und mit drohendem, energischen Blick. Die Darstellung unterstrich die angesehene Position Joachims I. im Kurfürstenkollegium, in dem er ein brillanter Redner gewesen sein soll und die ihm den Beinamen Nestor eingebracht hatte.
Die religionspolitische und wissenschaftliche Seite Joachims Regentschaft repräsentierten die beiden Nebenfiguren. Zudem sollte ein Rosenkranz am Sockel des Standbilds seine Frömmigkeit, Eichenzweige seine Festigkeit und Eulen auf den Ecksäulen seine Klugheit symbolisieren. Die Devise Joachims IUDICIO ET IUSTITIA (Mit Urteil und Gerechtigkeit) war am Sockelfuß angebracht und auf der Rückseite war die seinerzeit sprichwörtliche Drohung der märkischen Raubritter zu lesen, die sich gegen die Hinrichtung von Rittern, die an Wegelagerei beteiligt waren, wehren wollten. Ein Junker von Otterstädt soll nach der Hinrichtung eines Herrn von Lindenberg während eines gemeinsamen Jagdausflugs an Joachims Schlafgemach mit Kreide geschrieben haben:

„Jochimken, Jochimken, hyde dy,
fange wy dy, dann hange wy dy.“

Den Ritter von Otterstädt ließ Joachim I. später als Hochverräter vierteilen. Das Denkmal ist im Vergleich zu anderen Siegesalleefiguren gut erhalten und weist nur leichte Beschädigungen auf. Seit Mai 2009 ruht es in der Zitadelle Spandau.